# Bumerangnebel
Der Bumerangnebel (englisch Boomerang Nebula) ist ein planetarischer Nebel.
Der Bumerangnebel befindet sich im Sternbild Zentaur, 5.000 Lichtjahre von der Erde entfernt. Der Nebel ist mit 1 Kelvin der kälteste Ort im Universum, der außerhalb eines Labors bekannt ist. Der Bumerangnebel besteht aus den Gasströmen eines in seinem Kern befindlichen Sterns, der diese abstößt. Das Gas entfernt sich mit ca. 600.000 km/h von diesem Stern. Diese Expansion ist der Grund für die Kälte des Nebels.

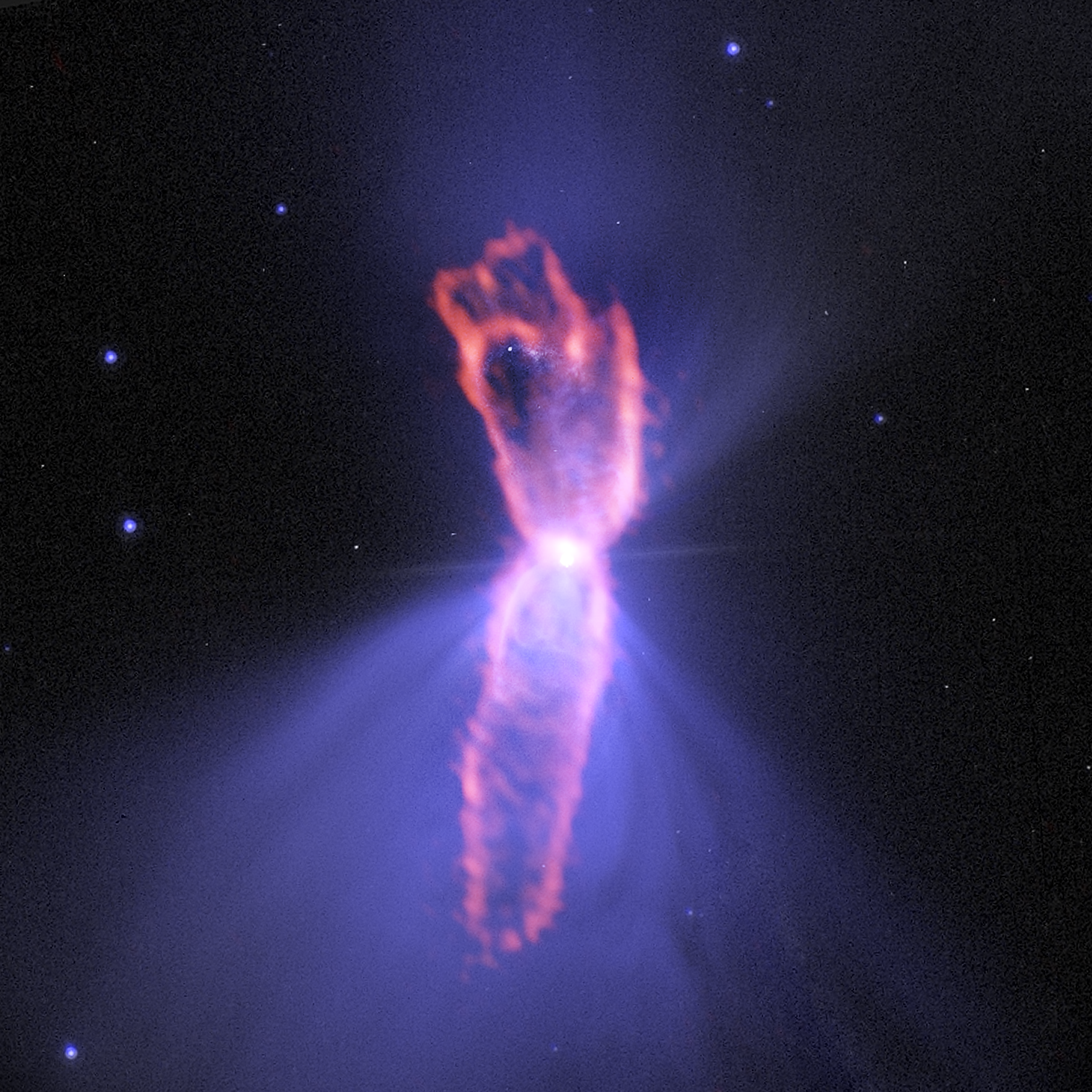
Aufnahme des Hubble-Teleskops, überlagert mit einer Aufnahmes des ALMA-Observatoriums

Der Bumerangnebel wurde im Jahre 1998 vom Hubble-Weltraumteleskop detailliert fotografiert.
Keith Taylor und Mike Scarrott haben den Nebel im Jahre 1980 benannt, nachdem sie ihn mit einem großen Teleskop von Australien aus beobachtet hatten. Da sie damals nicht in der Lage waren, genaue Details des Nebels zu erkennen, vermuteten sie, dass der Nebel wie ein Bumerang aussieht. Daher stammt der Name.